# Museu Hunt

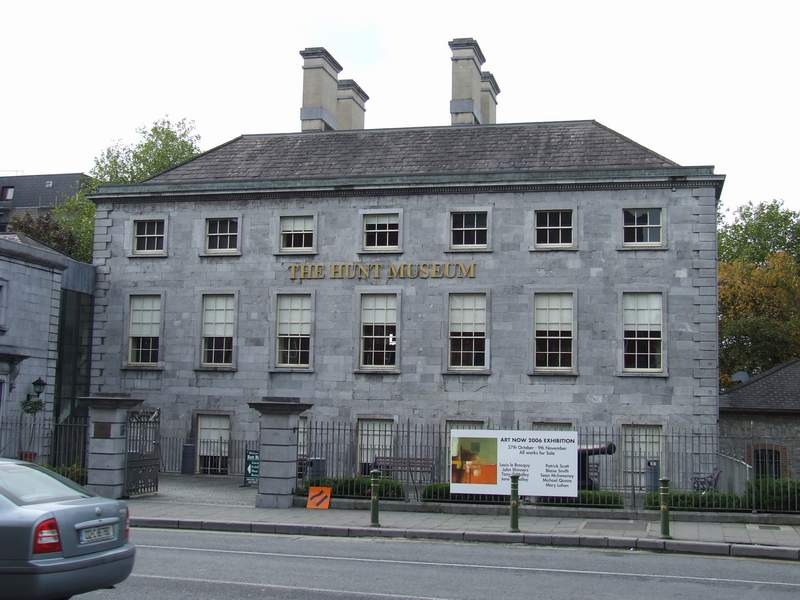
O Hunt Museum

O Museu Hunt, na língua original Hunt Museum, é um importante museu localizado na cidade irlandesa de Limerick. Originado a partir da colecção pessoal da família Hunt, foi inaugurado no edifício da Universidade de Limerick e depois transferido para a sua presente localização, um histórico palacete de aspecto robusto e austero do século XVIII, nas margens do rio Shannon.

## Colecção

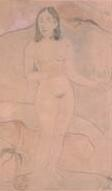
Te Nave, Nave Fenua, A encantadora terra, Paul Gauguin.

O Museu Hunt conserva mais de 2000 artefactos arqueológicos, originários da Irlanda e do estrangeiro. As peças mais antigas remontam à Idade da Pedra irlandesa e ao Antigo Egipto. O espólio mais significativo, organizado cronologicamente:
- A Cruz de Antrim, uma cruz de bronze e esmalte cuja realização remonta ao século IX.
- Um pequeno cavalo de bronze construído a partir de desenhos de Leonardo da Vinci para uma impressionante e monumental escultura, a peça mais célebre do museu .
- Duas pinturas de Jack Butler Yeats.
- Pequenos esboços de Pablo Picasso e Henry Moore.
- Gravura de Paul Gauguin.
- Um alfinete de peito de esmalte e rubi representativo de Pégaso.
- Uma valiosa colecção de joias e acessórios de moda remontantes do século XX.
- Uma vasta colecção de desenhos e fotografias de moda de Sybil Connolly.